# Робен, Дани
Дани́ Робе́н (фр. Dany Robin; 14 апреля 1927 года, Кламар, Иль-де-Франс, Франция — 25 мая 1995 года, Париж, Иль-де-Франс, Франция) — французская киноактриса, популярная в 1950—1960 годах. Известность ей принесли такие фильмы, как «Фру-Фру», «Именины Анриетты», «Жюльетта».

## Биография
Дани Робен с детства готовила себя в танцовщицы балета, получила классическое балетное образование. Первым своим призом была награждена в 1943 году (в возрасте 16-ти лет), именно за танец, в Национальной консерватории музыки и танца в Париже, где училась. Тогда же вступила в балетную труппу Ролана Пети.
Путь к большой сцене был открыт, и Дани Робен уже выступала в Парижской опере, однако в возрасте 19 лет она выбирает карьеру в кино. Ещё обучаясь в Консерватории, она дебютировала на экране в эпизодической роли в фильме «Люнгард» (Lunegarde, 1946). В том же году она снимается у легендарного Марселя Карне, в его «Вратах ночи». Именно Карне и убедил Дани Робен, заметив её одарённость, оставить балет ради кинематографа. Однако обратила она на себя внимание лишь в фильме Рене Клера «Молчание – золото» (1947), играя там в паре с французской знаменитостью, Морисом Шевалье. После этих первых картин Дани Робен быстро завоевала признание зрителей в образах чувствительных, но девственно чистых героинь лёгких комедий –  «Любовники в мире одни», (1948), «Непослушная Мартина» (1947), «Любовная история» (1951), «Именины Анриетты» (1952), «Акт любви» (1953), «Фру-Фру» (1955).
Пик популярности Дани Робен пришёлся на 1950-е годы. Дерзкая, эффектная блондинка со стильной причёской, Робен выглядела на экране чуть более утончённым подобием Бриджит Бардо, составляя ей серьёзную конкуренцию. Хотя вряд ли можно её отнести, подобно Бардо, к разряду женщины-вамп. В своих фильмах она предстаёт, скорее, хрупким, деликатным, не уверенным в себе подростком, недаром её основное амплуа — девушка-инженю. Но эта скромная особа не лишена характера. "Она и озорна, и чопорна одновременно — так же, как и в своих ролях. Очень приятна в общении и хорошо воспитана, что случается крайне редко ... к тому же, с большим чувством юмора"... (Из кино-прессы, 1953)
В фильме «Жюльетта» Дани Робен снималась в дуэте с Жаном Маре, с ним же — в таких успешных фильмах, как «Разбитые мечты» (1953, режиссёр Роже Ришебе), «Парижские тайны» (1962, реж. Андре Юнебель).
В большинство случаев она снималась на родине, но в 1960-е годы принимала участие и в зарубежных проектах — как, например, в британской эротической комедии «Вальс тореадоров» (1962) или в американской ленте «Следуя за парнями» (1963). Её последним фильмом был триллер Альфреда Хичкока «Топаз» (1969), также американского производства, после чего она ушла из кино.
Дани Робен снялась в общей сложности в 74 фильмах и сыграла в 35 театральных постановках. Последнее её появление на сцене состоялось летом 1994 года, в пьесе Жана Ануйя «Бал воров», на театральном фестивале в Анжу.
Долгое время Дани Робен была замужем за известным актёром Жоржем Маршалем, с которым они вместе прожили двадцать четыре года, из них восемнадцать — в совместном браке. Они снялись совместно в нескольких фильмах. Бывшие супруги похоронены недалеко друг от друга на кладбище Montfort l’Amaury в Ивелин, в деревне, где они длительное время жили в замке XVIII века, который не прекращали восстанавливать. У них было двое детей.
После развода с Маршалем Дани Робен вышла замуж за Майкла Салливена, ирландского импресарио первых исполнителей роли Джеймса Бонда: Шона Коннери и Роджера Мура. Он стал также и её агентом. 
Умерла Дани Робен 25 мая 1995 года в возрасте 68 лет, получив при пожаре в своей квартире в Париже, на улице Командант Шлёссинг, 8, ожоги, несовместимые с жизнью. Ей было 68 лет.
Дани Робен упоминается в кино-справочнике «Dictionnaire du Cinéma/Les Acteurs» (vol.2), Jean Tulard`а, изданном в Париже в 2007 году Робертом Laffont / Bouqins, страницы 994, 995 (ISBN 978-2-221-10895-6).

## Избранная фильмография
| Год       |   | Русское название                      | Оригинальное название                      | Роль                                                 |
| --------- | - | ------------------------------------- | ------------------------------------------ | ---------------------------------------------------- |
| 1946      | ф | Врата ночи                            | Les Portes de la nuit                      | Этьеннетта                                           |
| 1947      | ф | Молчание — золото                     | Le Silence est d'or (США, Франция)         | Люзетт                                               |
| 1947      | ф | Шесть потерянных часов                | Six heures à perdre                        | Рози                                                 |
| 1948      | ф | Влюбленные одни на свете              | Les Amoureux sont seuls au monde           |                                                      |
| 1951      | ф | Любовная история                      | Une Histoire d'amour                       | главная роль                                         |
| 1952      | ф | Именины Анриетты                      | La fête à Henriette                        | Анриетта — заглавная роль                            |
| 1952      | ф | Она и я                               | Elle et moi                                | Жюльетта Капуле — главная роль                       |
| 1953      | ф | Акт любви                             | Un acte d'amour (США, Франция)             | Лиза / Мадам Теллер — главная роль                   |
| 1953      | ф | Жюльетта                              | Julietta (Франция)                         | Жюльетта Валандор — главная роль                     |
| 1953      | ф | Разбитые мечты                        | Amants de minuit, Les                      | Франсуаза — главная роль                             |
| 1954      | ф | Кадет Руссель                         | Cadet Rousselle                            | цыганка Виолетта — главная роль                      |
| 1954      | ф | Мятежники из Ломанака                 | Les révoltés de Lomanach (Италия, Франция) | Моника — главная роль                                |
| 1954      | ф | Наполеон: путь к вершине              | Napoleon                                   | Дезире Клари                                         |
| 1955      | ф | Пересадка в Орли                      | Escale a Orly                              | Мишель Телье, по прозвищу «Baby Face» — главная роль |
| 1955      | ф | Шелест                                | Frou-Frou                                  | Антуанетта Дюбуа как «Фру-Фру» — главная роль        |
| 1956      | ф | Парижские канальи                     | Paris canaille                             | Пенни Бенсон                                         |
| 1956      | ф | Это случилось в Адене                 | C'est arrive a Aden                        | Альбина                                              |
| 1956      | ф | Здравствуй, Париж!                    | Bonsoir Paris                              | Анник Бернье — главная роль                          |
| 1957      | ф | Тихий уголок                          | Le coin tranquille                         | Даниель                                              |
| 1958      | ф | Во всем виноват Адам                  | C'est la faute d'Adam                      | Элеонора «Нора» де Савиньи — главная роль            |
| 1958      | ф | Когда пробьет полдень                 | Quand sonnera midi                         | Кристина Дюмартен                                    |
| 1958      | ф | Школа ветрениц                        | L'ecole des cocottes                       | Жинетта Мазон — главная роль                         |
| 1958      | ф | Мими Пенсон                           | Mimi Pinson                                | Мими Пенсон — главная роль                           |
| 1958      | ф | Следуйте за мной, молодой человек     | Suivez-moi jeune homme                     | Франсуаза Марсо                                      |
| 1959      | ф | Кадрящие                              | Les dragueurs                              | Дениза (эпизод)                                      |
| 1959      | ф | Секрет шевалье Д`Эона                 | Le secret du Chevalier d'Eon               | графиня де Монваль                                   |
| 1960      | ф | Причина развода: любовь (ФРГ)         | Scheidungsgrund: Liebe                     | Марилин                                              |
| 1960      | ф | Француженка и любовь                  | La francaise et l'amour                    | Николь Перре                                         |
| 1961      | ф | Знаменитые любовные истории           | Amours celebres                            | мадам де Монако                                      |
| 1962      | ф | Парижанки                             | Les parisiennes                            | Antonia                                              |
| 1962      | ф | Вальс тореадоров (Великобритания)     | Waltz of the Toreadors                     | Ghislaine                                            |
| 1962      | ф | Двигаясь по левой полосе              | Conduite à gauche                          | Catherine                                            |
| 1962      | ф | Парижские тайны                       | Les mysteres de Paris                      | Ирен — главная роль                                  |
| 1962      | ф | Мандрен                               | Mandrin, bandit gentilhomme                | Baronne d'Escourt                                    |
| 1963      | ф | Следуя за парнями (США)               | Follow the Boys                            | Michele Perrier                                      |
| 1963—1981 | с | Шоу Дика Эмери (США)                  | The Dick Emery Show                        |                                                      |
| 1964      | ф | Как вам моя сестра?                   | Comment trouvez-vous ma soeur?             | Martine Jolivet                                      |
| 1964      | ф | Веревка на шее                        | La corde au cou                            |                                                      |
| 1965      | ф | Отсрочка для шпиона                   | Sursis pour un espion                      | Mme Roussel                                          |
| 1966      | ф | Не теряй голову (США)                 | Don't Lose Your Head                       | Jacqueline                                           |
| 1969      | ф | Лучший дом в Лондоне (Великобритания) | The Best House in London                   | Babette                                              |
| 1969      | ф | Топаз (США) реж А.Хичкок              | Topaz                                      | Николь Девро — главная роль                          |